# Sòlid de Johnson

La girobicúpula quadrada allargada (J37), és un sòlid de Johnson.

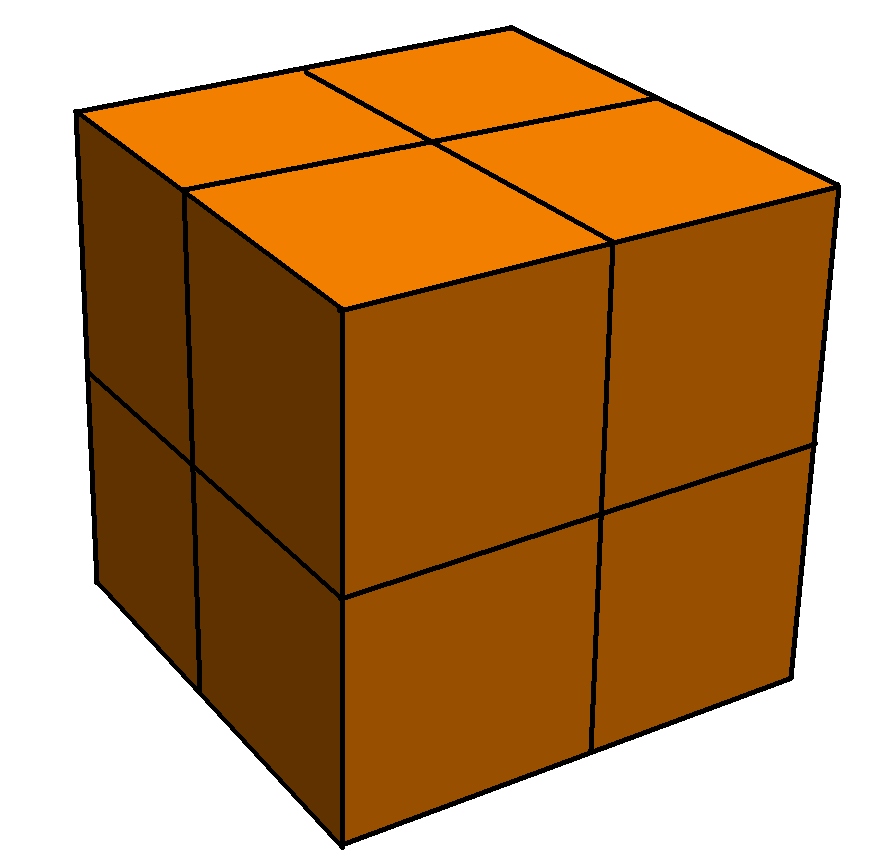
Aquest cub compost de 24 cares quadrades no és un sòlid de Johnson perquè no és estrictament convex (té angles diedres iguals a zero.

Aquest exemple a 24 triangles no és un sòlid de Johnson perquè és còncau.

En geometria, un sòlid de Johnson és un políedre estrictament convex tal que totes les seves cares són polígons regulars però que no és ni un sòlid platònic, ni un sòlid arquimedià, ni un prisma ni un antiprisma. No cal que cada cara sigui un polígon idèntic, o que els mateixos polígons es trobin al voltant de cada vèrtex. Un exemple de sòlid de Johnson és la piràmide de base quadrada amb costats triangulars equilàters (J1); té una cara quadrada i quatre cares triangulars.
Com que és un sòlid estrictament convex pel capbaix tres cares s'han de trobar a cada vèrtex i la suma dels seus angles ha de ser menor que 360 graus. Ja que tot polígon regular té angles superiors o iguals a 60 graus (cas del triangle equilàter és 60 graus i tots els altres és més), se'n dedueix que cinc cares el màxim que es poden trobar en un vèrtex qualsevol. La piràmide pentagonal (J₂) és un exemple que té un vèrtex de grau 5.
Encara que no existeixi restricció evident perquè un polígon regular qualsevol pugui ser una cara d'un sòlid de Johnson, es troba que les cares dels sòlids de Johnson tenen sempre 3, 4, 5, 6, 8 o 10 costats. És a dir no hi ha cap sòlid de Jonson que tingui una cara que sigui un polígon ni de 7 ni de 9 ni de més de 10 costats.
El 1966, Norman Johnson va publicar una llista que incloïa els 92 sòlids, i els va donar els seus noms i els seus nombres. No va demostrar que no n'existia més que 92, però va conjecturar que no n'hi havia d'altres. Victor Zalgaller el 1969 va demostrar que la llista de Johnson era completa. S'utilitzen els noms i l'ordre donats per Johnson, i se'ls anota Jxx on xx és el nombre donat per Johnson.
Dels sòlids de Johnson, la girobicúpula quadrada allargada (J37) és l'únic que és de vèrtexs uniformes: incideixen quatre cares a cada vèrtex, i el seu arranjament és sempre el mateix: tres quadrats i un triangle.

## Noms
Els noms es llisten davall i són força descriptius. Molts d'aquests sòlids es poden construir afegint piràmides, cúpules i rotondes sobre cares de sòlids platònics, sòlids arquimedians, de prismes o d'antiprismes.
- El prefix Bi- vol dir que s'ajunten base sobre base dues còpies del sòlid en qüestió. Per a les cúpules i les rotondes, es poden ajuntar de forma que les cares es trobin (orto-) o no (giro-). En aquesta nomenclatura, un octàedre s'anomenaria una bipiràmide quadrada, un cuboctaèdre s'anomenaria una girobicúpula hexagonal i un icosidodécaèdre una girobirotonda decagonal.

- Allargat vol dir que s'ha ajuntat un prisma a la base del sòlid en qüestió o entre les bases dels sòlids en qüestió. Un rombicuboctàedre s'anomenaria una ortobicúpula octogonal allargada.
- Giroallargat significa que s'ha ajuntat un antiprisma a la base del sòlid en qüestió o entre les bases dels sòlids en qüestió. Un icosàedre s'anomenaria una bipiràmide pentagonal giroallargada.

- Augmentat significa que s'ha ajuntat una piràmide o una cúpula a una cara del sòlid en qüestió.
- Disminuït significa que s'ha tret una piràmide o una cúpula del sòlid en qüestió.

- Gir significa que una cúpula sobre el sòlid en qüestió ha sofert una rotació tal que les diferents arestes coincideixen, com per a la diferència entre orto i giro bicúpules.

Les tres últimes operacions - augment, disminució i gir - es poden executar més d'una vegada sobre un sòlid prou gran. S'afegeix bi- al nom de l'operació per indicar que s'ha executat dues vegades. (Un sòlid bigirat té dues de les seves cúpules que han experimentat una rotació). S'afegeix tri- per indicar que s'ha executat tres vegades. (Un sòlid tridisminuit té tres de les seves piràmides o cúpules eliminades).
A vegades, bi- tot sol no és prou precís. S'ha de distingir entre un sòlid que té dues cares paral·leles alterades i un que té dues cares obliqües alterades. Quan les dues cares alterades són paral·leles, s'afegeix para- al nom de l'operació. (Un sòlid parabiaugmentat té dues cares paral·leles augmentades). Quan no ho són, s'afegeix meta- al nom de l'operació. (Un sòlid metabiaugmentat té dues cares obliqües augmentades).

## Llista i noms dels políedres de Johnson
A les taules es fan servir les següents abreviatures:
V : nombre de vèrtexs,

A : nombre d'arestes,

C : nombre total de cares, on:

C₃ triangles,

C₄ quadrats,

C₅ Pentàgons,

C₆ hexàgons,

C₈ octògons,

C10 decàgons.

### Prismatoidesi rotondes
Els poden classificar en:
- piràmides
- cúpules
- rotondes

|    |                     |                                           |                     |    |    |    |    |    |    |    |    |     |          |
| Jn | Nom                 | Desenvolupament                           | Imatge              | V  | A  | C  | C₃ | C₄ | C₅ | C₆ | C₈ | C10 | Simetria |
| 1  | Piràmide quadrada   | Desenvolupament de la piràmide quadrada   | Piràmide quadrada   | 5  | 8  | 5  | 4  | 1  |    |    |    |     | C4v      |
| 2  | Piràmide pentagonal | Desenvolupament de la piràmide pentagonal | Piràmide pentagonal | 6  | 10 | 6  | 5  |    | 1  |    |    |     | C5v      |
| 3  | Cúpula triangular   | Desenvolupament de la cúpula triangular   | Cúpula triangular   | 9  | 15 | 8  | 4  | 3  |    | 1  |    |     | C3v      |
| 4  | Cúpula quadrada     | Desenvolupament de la cúpula quadrada     | Cúpula quadrada     | 12 | 20 | 10 | 4  | 5  |    |    | 1  |     | C4v      |
| 5  | Cúpula pentagonal   | Desenvolupament de la cúpula pentagonal   | Cúpula pentagonal   | 15 | 25 | 12 | 5  | 5  | 1  |    |    | 1   | C5v      |
| 6  | Rotonda pentagonal  | Desenvolupament de la rotonda pentagonal  | Rotonda pentagonal  | 20 | 35 | 17 | 10 |    | 6  |    |    | 1   | C5v      |

#### Piràmides modificades i bipiràmides
Es poden classificar en:
- piràmides allargades
- piràmide giroallargades
- bipiràmides
- bipiràmides allargades
- bipiràmides giroallargades

|    |                                                                                  |                                                         |                                   |    |    |    |    |    |    |    |    |     |          |
| Jn | Nom                                                                              | Desenvolupament                                         | Imatge                            | V  | A  | C  | C₃ | C₄ | C₅ | C₆ | C₈ | C10 | Simetria |
| 7  | Piràmide triangular allargada                                                    | Desenvolupament de la piràmide triangular allargada     | Piràmide triangular allargada     | 7  | 12 | 7  | 4  | 3  |    |    |    |     | C3v      |
| 8  | Piràmide quadrada allargada o (cub augmentat) o (prisma quadrat augmentat)       | Desenvolupament de la piràmide quadrada allargada       | Piràmide quadrada allargada       | 9  | 16 | 9  | 4  | 5  |    |    |    |     | C4v      |
| 9  | Piràmide pentagonal allargada                                                    | Desenvolupament de la piràmide pentagonal allargada     | Piràmide pentagonal allargada     | 11 | 20 | 11 | 5  | 5  | 1  |    |    |     | C5v      |
| 10 | Piràmide quadrada giroallargada                                                  | Desenvolupament de la piràmide quadrada giroallargada   | Piràmide quadrada giroallargada   | 9  | 20 | 13 | 12 | 1  |    |    |    |     | C4v      |
| 11 | Piràmide pentagonal giroallargada o (icosàedre disminuït)                        | Desenvolupament de la piràmide pentagonal giroallargada | Piràmide pentagonal giroallargada | 11 | 25 | 16 | 15 |    | 1  |    |    |     | C5v      |
| 12 | Bipiràmide triangular                                                            | Desenvolupament de la bipiràmide triangular             | Bipiràmide triangular             | 5  | 9  | 6  | 6  |    |    |    |    |     | D3h      |
| 13 | Bipiràmide pentagonal                                                            | Desenvolupament de la bipiràmide pentagonal             | Bipiràmide pentagonal             | 7  | 15 | 10 | 10 |    |    |    |    |     | D5h      |
| 14 | Bipiràmide triangular allargada                                                  | Desenvolupament de la bipiràmide triangular allargada   | Bipiràmide triangular allargada   | 8  | 15 | 9  | 6  | 3  |    |    |    |     | D3h      |
| 15 | Bipiràmide quadrada allargada o (biaugmentat cub) o (biaugmentat prisma quadrat) | Desenvolupament de la bipiràmide quadrada allargada     | Bipiràmide quadrada allargada     | 10 | 20 | 12 | 8  | 4  |    |    |    |     | D4h      |
| 16 | Bipiràmide pentagonal allargada                                                  | Desenvolupament de la bipiràmide pentagonal allargada   | Bipiràmide pentagonal allargada   | 12 | 25 | 15 | 10 | 5  |    |    |    |     | D5h      |
| 17 | Bipiràmide quadrada giroallargada                                                | Desenvolupament de la bipiràmide quadrada giroallargada | Bipiràmide quadrada giroallargada | 10 | 24 | 16 | 16 |    |    |    |    |     | D4d      |

#### Cúpules i rotondes modificades
Es poden classificar en:
- cúpules allargades
- rotondes allargades
- birotondes allargades
- coupolo-rotondes allargades
- bicúpules allargades
- cúpules giroallargades
- rotondes giroallargades
- bicúpules
- birotondes
- coupulo-rotondes
- bicúpules giroallargades
- birotondes giroallargades
- coupolo-rotondes giroallargades

|    |                                                           |                                                           |                                                           |    |    |    |    |    |    |    |    |     |          |
| Jn | Nom                                                       | Desenvolupament                                           | Imatge                                                    | V  | A  | C  | C₃ | C₄ | C₅ | C₆ | C₈ | C10 | Simetria |
| 18 | Cúpula triangular allargada                               | Cúpula triangular allargada                               | Cúpula triangular allargada                               | 15 | 27 | 14 | 4  | 9  |    | 1  |    |     | C3v      |
| 19 | Cúpula quadrada allargada (rombicudodecàedre disminuït)   | Cúpula quadrada allargada (rombicudodecàedre disminuït)   | Cúpula quadrada allargada (rombicudodecàedre disminuït)   | 20 | 36 | 18 | 4  | 13 |    |    | 1  |     | C4v      |
| 20 | Cúpula pentagonal allargada                               | Cúpula pentagonal allargada                               | Cúpula pentagonal allargada                               | 25 | 45 | 22 | 5  | 15 | 1  |    |    | 1   | C5v      |
| 21 | Rotonda pentagonal allargada                              | Rotonda pentagonal allargada                              | Rotonda pentagonal allargada                              | 30 | 55 | 27 | 10 | 10 | 6  |    |    | 1   | C5v      |
| 22 | Cúpula triangular giroallargada                           | Cúpula triangular giroallargada                           | Cúpula triangular giroallargada                           | 15 | 33 | 20 | 16 | 3  |    | 1  |    |     | C3v      |
| 23 | Cúpula quadrada giroallargada                             | Cúpula quadrada giroallargada                             | Cúpula quadrada giroallargada                             | 20 | 44 | 26 | 20 | 5  |    |    | 1  |     | C4v      |
| 24 | Cúpula pentagonal giroallargada                           | Cúpula pentagonal giroallargada                           | Cúpula pentagonal giroallargada                           | 25 | 55 | 32 | 25 | 5  | 1  |    |    | 1   | C5v      |
| 25 | Rotonda pentagonal giroallargada                          | Rotonda pentagonal giroallargada                          | Rotonda pentagonal giroallargada                          | 30 | 65 | 37 | 30 |    | 6  |    |    | 1   | C5v      |
| 26 | Girobiprisma triangular                                   | Girobiprisma triangular                                   | Girobiprisma triangular                                   | 8  | 14 | 8  | 4  | 4  |    |    |    |     | D2d      |
| 27 | Ortobicúpula triangular (cubooctàedre girat)              | Ortobicúpula triangular (cubooctàedre girat)              | Ortobicúpula triangular (cubooctàedre girat)              | 12 | 24 | 14 | 8  | 6  |    |    |    |     | D3h      |
| 28 | Ortobicúpula quadrada                                     | Ortobicúpula quadrada                                     | Ortobicúpula quadrada                                     | 16 | 32 | 18 | 8  | 10 |    |    |    |     | D4h      |
| 29 | Girobicúpula quadrada                                     | Girobicúpula quadrada                                     | Girobicúpula quadrada                                     | 16 | 32 | 18 | 8  | 10 |    |    |    |     | D4d      |
| 30 | Ortobicúpula pentagonal                                   | Ortobicúpula pentagonal                                   | Ortobicúpula pentagonal                                   | 20 | 40 | 22 | 10 | 10 | 2  |    |    |     | D5h      |
| 31 | Girobicúpula pentagonal                                   | Girobicúpula pentagonal                                   | Girobicúpula pentagonal                                   | 20 | 40 | 22 | 10 | 10 | 2  |    |    |     | D5d      |
| 32 | Ortocupulorotonda pentagonal                              | Ortocupulorotonda pentagonal                              | Ortocupulorotonda pentagonal                              | 25 | 50 | 27 | 15 | 5  | 7  |    |    |     | C5v      |
| 33 | Girocupulorotonda pentagonal                              | Girocupulorotonda pentagonal                              | Girocupulorotonda pentagonal                              | 25 | 50 | 27 | 15 | 5  | 7  |    |    |     | C5v      |
| 34 | Ortobirotonda pentagonal (icosidodecàedre girat)          | Ortobirotonda pentagonal (icosidodecàedre girat)          | Ortobirotonda pentagonal (icosidodecàedre girat)          | 30 | 60 | 32 | 20 |    | 12 |    |    |     | D5h      |
| 35 | Ortobicúpula triangular allargada                         | Ortobicúpula triangular allargada                         | Ortobicúpula triangular allargada                         | 18 | 36 | 20 | 8  | 12 |    |    |    |     | D3h      |
| 36 | Girobicúpula triangular allargada                         | Girobicúpula triangular allargada                         | Girobicúpula triangular allargada                         | 18 | 36 | 20 | 8  | 12 |    |    |    |     | D3d      |
| 37 | Girobicúpula quadrada allargada (rombicudodecàedre girat) | Girobicúpula quadrada allargada (rombicudodecàedre girat) | Girobicúpula quadrada allargada (rombicudodecàedre girat) | 24 | 48 | 26 | 8  | 18 |    |    |    |     | D4d      |
| 38 | Ortobicúpula pentagonal allargada                         | Ortobicúpula pentagonal allargada                         | Ortobicúpula pentagonal allargada                         | 30 | 60 | 32 | 10 | 20 | 2  |    |    |     | D5h      |
| 39 | Girobicúplula pentagonal allargada                        | Girobicúplula pentagonal allargada                        | Girobicúplula pentagonal allargada                        | 30 | 60 | 32 | 10 | 20 | 2  |    |    |     | D5d      |
| 40 | Ortocúpulorotonda pentagonal allargada                    | Ortocúpulorotonda pentagonal allargada                    | Ortocúpulorotonda pentagonal allargada                    | 35 | 70 | 37 | 15 | 15 | 7  |    |    |     | C5v      |
| 41 | Girocúpulorotonda pentagonal allargada                    | Girocúpulorotonda pentagonal allargada                    | Girocúpulorotonda pentagonal allargada                    | 35 | 70 | 37 | 15 | 15 | 7  |    |    |     | C5v      |
| 42 | Ortobirotonda pentagonal allargada                        | Ortobirotonda pentagonal allargada                        | Ortobirotonda pentagonal allargada                        | 40 | 80 | 42 | 20 | 10 | 12 |    |    |     | D5h      |
| 43 | Girobirotonda pentagonal allargada                        | Girobirotonda pentagonal allargada                        | Girobirotonda pentagonal allargada                        | 40 | 80 | 42 | 20 | 10 | 12 |    |    |     | D5d      |
| 44 | Bicúpula triangular giroallargada (2 formes quirals)      | Bicúpula triangular giroallargada(2 formes quirals)       | Bicúpula triangular giroallargada(2 formes quirals)       | 18 | 42 | 26 | 20 | 6  |    |    |    |     | D₃       |
| 45 | Bicúpula quadrada giroallargada (2 formes quirals)        | Bicúpula quadrada giroallargada(2 formes quirals)         | Bicúpula quadrada giroallargada(2 formes quirals)         | 24 | 56 | 34 | 24 | 10 |    |    |    |     | D₄       |
| 46 | Bicúpula pentagonal giroallargada (2 formes quirals)      | Bicúpula pentagonal giroallargada(2 formes quirals)       | Bicúpula pentagonal giroallargada(2 formes quirals)       | 30 | 70 | 42 | 30 | 10 | 2  |    |    |     | D₅       |
| 47 | Cúpulorotonda pentagonal giroallargada (2 formes quirals) | Cúpulorotonda pentagonal giroallargada(2 formes quirals)  | Cúpulorotonda pentagonal giroallargada(2 formes quirals)  | 35 | 80 | 47 | 35 | 5  | 7  |    |    |     | C₅       |
| 48 | Birotonda pentagonal giroallargada (2 formes quirals)     | Birotonda pentagonal giroallargada(2 formes quirals)      | Birotonda pentagonal giroallargada(2 formes quirals)      | 40 | 90 | 52 | 40 |    | 12 |    |    |     | D₅       |

#### Prismes augmentats
|    |                                  |                                  |                                  |    |    |    |    |    |    |    |    |     |          |
| Jn | Nom                              | Desenvolupament                  | Imatge                           | V  | A  | C  | C₃ | C₄ | C₅ | C₆ | C₈ | C10 | Symmetry |
| 49 | Prisma triangular augmentat      | Prisma triangular augmentat      | Prisma triangular augmentat      | 7  | 13 | 8  | 6  | 2  |    |    |    |     | C2v      |
| 50 | Prisma triangular biaugmentat    | Prisma triangular biaugmentat    | Prisma triangular biaugmentat    | 8  | 17 | 11 | 10 | 1  |    |    |    |     | C2v      |
| 51 | Prisma triangular triaugmentat   | Prisma triangular triaugmentat   | Prisma triangular triaugmentat   | 9  | 21 | 14 | 14 |    |    |    |    |     | D3h      |
| 52 | Prisma pentagonal augmentat      | Prisma pentagonal augmentat      | Prisma pentagonal augmentat      | 11 | 19 | 10 | 4  | 4  | 2  |    |    |     | C2v      |
| 53 | Prisma pentagonal biaugmantat    | Prisma pentagonal biaugmantat    | Prisma pentagonal biaugmantat    | 12 | 23 | 13 | 8  | 3  | 2  |    |    |     | C2v      |
| 54 | Prisma hexagonal augmentat       | Prisma hexagonal augmentat       | Prisma hexagonal augmentat       | 13 | 22 | 11 | 4  | 5  |    | 2  |    |     | C2v      |
| 55 | Prisma hexagonal parabiaugmentat | Prisma hexagonal parabiaugmentat | Prisma hexagonal parabiaugmentat | 14 | 26 | 14 | 8  | 4  |    | 2  |    |     | D2h      |
| 56 | Prisma hexagonal metabiaugmantat | Prisma hexagonal metabiaugmantat | Prisma hexagonal metabiaugmantat | 14 | 26 | 14 | 8  | 4  |    | 2  |    |     | C2v      |
| 57 | Prisma hexagonal triaugmentat    | Prisma hexagonal triaugmentat    | Prisma hexagonal triaugmentat    | 15 | 30 | 17 | 12 | 3  |    | 2  |    |     | D3h      |

#### Sòlids platònicsmodificats
- Dodecàedres augmentats
- Icosàedres disminuïts

|    |                                  |                                  |                                  |    |    |    |    |    |    |    |    |     |          |
| Jn | Nom                              | Desenvolupament                  | Imatge                           | V  | A  | C  | C₃ | C₄ | C₅ | C₆ | C₈ | C10 | Simetria |
| 58 | Dodecàedre augmentat             | Dodecàedre augmentat             | Dodecàedre augmentat             | 21 | 35 | 16 | 5  |    | 11 |    |    |     | C5v      |
| 59 | Dodecàedre parabiaugmentat       | Dodecàedre parabiaugmentat       | Dodecàedre parabiaugmentat       | 22 | 40 | 20 | 10 |    | 10 |    |    |     | D5d      |
| 60 | Dodecàedre metabiaugmentat       | Dodecàedre metabiaugmentat       | Dodecàedre metabiaugmentat       | 22 | 40 | 20 | 10 |    | 10 |    |    |     | C2v      |
| 61 | Dodecàedre triaugmentat          | Dodecàedre triaugmentat          | Dodecàedre triaugmentat          | 23 | 45 | 24 | 15 |    | 9  |    |    |     | C3v      |
| 62 | Icosàedre metabidismminuït       | Icosàedre metabidismminuït       | Icosàedre metabidisminuït        | 10 | 20 | 12 | 10 |    | 2  |    |    |     | C2v      |
| 63 | Icosàedre tridisminuït           | Icosàedre tridisminuït           | Icosàedre tridisminuït           | 9  | 15 | 8  | 5  |    | 3  |    |    |     | C3v      |
| 64 | Icosàedre tridisminuït augmentat | Icosàedre tridisminuït augmentat | Icosàedre tridisminuït augmentat | 10 | 18 | 10 | 7  |    | 3  |    |    |     | C3v      |

#### Sòlids arquimediansmodificats
S'obtenen a partir de:
- Tetràedre truncat (augmentat)
- Cub truncat (augmentat)
- Dodecàedre truncat (augmentat)
- Petit romboicosidodecàedre (girat)
- Petit romboicosidodecàedre (disminuït)
- Petit romboicosidodecàedre (disminuït i girat)

|    |                                          |                                          |                                          |    |     |    |    |    |    |    |    |     |          |
| Jn | Nom                                      | Desenvolupament                          | Imatge                                   | V  | A   | C  | C₃ | C₄ | C₅ | C₆ | C₈ | C10 | Simetria |
| 65 | Tetràedre truncat augmentat              | Tetràedre truncat augmentat              | Tetràedre truncat augmentat              | 15 | 27  | 14 | 8  | 3  |    | 3  |    |     | C3v      |
| 66 | Cub truncat augmentat                    | Cub truncat augmentat                    | Cub truncat augmentat                    | 28 | 48  | 22 | 12 | 5  |    |    | 5  |     | C4v      |
| 67 | Cub truncat biaugmentat                  | Cub truncat biaugmentat                  | Cub truncat biaugmentat                  | 32 | 60  | 30 | 16 | 10 |    |    | 4  |     | D4h      |
| 68 | Dodecàedre truncat augmentat             | Dodecàedre truncat augmentat             | Dodecàedre truncat augmentat             | 65 | 105 | 42 | 25 | 5  | 1  |    |    | 11  | C5v      |
| 69 | Dodecàedre truncat parabiaugmentat       | Dodecàedre truncat parabiaugmentat       | Dodecàedre truncat parabiaugmentat       | 70 | 120 | 52 | 30 | 10 | 2  |    |    | 10  | D5d      |
| 70 | Dodecàedre truncat metabiaugmentat       | Dodecàedre truncat metabiaugmentat       | Dodecàedre truncat metabiaugmentat       | 70 | 120 | 52 | 30 | 10 | 2  |    |    | 10  | C2v      |
| 71 | Dodecàedre truncat triaugmentat          | Dodecàedre truncat triaugmentat          | Dodecàedre truncat triaugmentat          | 75 | 135 | 62 | 35 | 15 | 3  |    |    | 9   | C3v      |
| 72 | Romboicosidodecàedre girat               | Romboicosidodecàedre girat               | Romboicosidodecàedre girat               | 60 | 120 | 62 | 20 | 30 | 12 |    |    |     | C5v      |
| 73 | Romboicosidodecàedre parabigirat         | Romboicosidodecàedre parabigirat         | Romboicosidodecàedre parabigirat         | 60 | 120 | 62 | 20 | 30 | 12 |    |    |     | D5d      |
| 74 | Romboicosidodecàedre metabigirat         | Romboicosidodecàedre metabigirat         | Romboicosidodecàedre metabigirat         | 60 | 120 | 62 | 20 | 30 | 12 |    |    |     | C2v      |
| 75 | Romboicosidodecàedre Trigirat            | Romboicosidodecàedre Trigirat            | Romboicosidodecàedre Trigirat            | 60 | 120 | 62 | 20 | 30 | 12 |    |    |     | C3v      |
| 76 | Romboicosidodecàedre disminuït           | Romboicosidodecàedre disminuït           | Romboicosidodecàedre disminuït           | 55 | 105 | 52 | 15 | 25 | 11 |    |    | 1   | C5v      |
| 77 | Romboicosidodecàedre disminuït paragirat | Romboicosidodecàedre disminuït paragirat | Romboicosidodecàedre disminuït paragirat | 55 | 105 | 52 | 15 | 25 | 11 |    |    | 1   | C5v      |
| 78 | Romboicosidodecàedre disminuït metagirat | Romboicosidodecàedre disminuït metagirat | Romboicosidodecàedre disminuït metagirat | 55 | 105 | 52 | 15 | 25 | 11 |    |    | 1   | Cs       |
| 79 | Romboicosidodecàedre disminuït bigyiat   | Romboicosidodecàedre disminuït bigyiat   | Romboicosidodecàedre disminuït bigyiat   | 55 | 105 | 52 | 15 | 25 | 11 |    |    | 1   | Cs       |
| 80 | Romboicosidodecàedre parabidisminuït     | Romboicosidodecàedre parabidisminuït     | Romboicosidodecàedre parabidisminuït     | 50 | 90  | 42 | 10 | 20 | 10 |    |    | 2   | D5d      |
| 81 | Romboicosidodecàedre metabidisminuït     | Romboicosidodecàedre metabidisminuït     | Romboicosidodecàedre metabidisminuït     | 50 | 90  | 42 | 10 | 20 | 10 |    |    | 2   | C2v      |
| 82 | Romboicosidodecàedre bidisminuït girat   | Romboicosidodecàedre bidisminuït girat   | Romboicosidodecàedre bidisminuït girat   | 50 | 90  | 42 | 10 | 20 | 10 |    |    | 2   | Cs       |
| 83 | Romboicosidodecàedre tridisminuït        | Romboicosidodecàedre tridisminuït        | Romboicosidodecàedre tridisminuït        | 45 | 75  | 32 | 5  | 15 | 9  |    |    | 3   | C3v      |

#### Diversos
|    |                                     |                                     |                                     |    |    |    |    |    |    |    |    |     |          |
| Jn | Nom                                 | Desenvolupament                     | Imatge                              | V  | A  | C  | C₃ | C₄ | C₅ | C₆ | C₈ | C10 | Simetria |
| 84 | Bisfenoide xato (Dodecàedre siamès) | Bisfenoide xato (Dodecàedre siamès) | Bisfenoide xato (Dodecàedre siamès) | 8  | 18 | 12 | 12 |    |    |    |    |     | D2d      |
| 85 | Atiprisma quadrat xato              | Atiprisma quadrat xato              | Atiprisma quadrat xato              | 16 | 40 | 26 | 24 | 2  |    |    |    |     | D4d      |
| 86 | Esfenocorona                        | Esfenocorona                        | Esfenocorona                        | 10 | 22 | 14 | 12 | 2  |    |    |    |     | C2v      |
| 87 | Esfenocorona augmentada             | Esfenocorona augmentada             | Esfenocorona augmentada             | 11 | 26 | 17 | 16 | 1  |    |    |    |     | Cs       |
| 88 | Esfenomegacorona                    | Esfenomegacorona                    | Esfenomegacorona                    | 12 | 28 | 18 | 16 | 2  |    |    |    |     | C2v      |
| 89 | Hebesfenomegacorona                 | Hebesfenomegacorona                 | Hebesfenomegacorona                 | 14 | 33 | 21 | 18 | 3  |    |    |    |     | C2v      |
| 90 | Disfenocíngol                       | Disfenocíngol                       | Disfenocíngol                       | 16 | 38 | 24 | 20 | 4  |    |    |    |     | D2d      |
| 91 | Birotonda billunar                  | Birotonda billunar                  | Birotonda billunar                  | 14 | 26 | 14 | 8  | 2  | 4  |    |    |     | D2h      |
| 92 | Hebesfenorotonda triangular         | Hebesfenorotonda triangular         | Hebesfenorotonda triangular         | 18 | 36 | 20 | 13 | 3  | 3  | 1  |    |     | C3v      |